# Hans-Kristian Vittinghus
Hans-Kristian Vittinghus (født 16. januar 1986) er en dansk forhenværende badmintonspiller, og fra 1. august 2025 skal være landstræner med ansvaret for herresinglekategorien.

## Personligt liv
Vittinghus giftede sig med den norske dressurrytter Selina Hundstuen Solberg den 11. september 2016.

## Karriere
Han lå pr. 6. august 2015 nr. 12 på verdensranglisten i herresingle  og deltog ved VM i badminton 2011 , hvor han nåede kvartfinalen , fordi Jan Ø. Jørgensen måtte melde afbud. 
Hans blev dansk mester i 2023.